# Mistrzostwa Ameryki Środkowej i Karaibów w Lekkoatletyce 2013 – rzut oszczepem mężczyzn
Rzut oszczepem mężczyzn – jedna z konkurencji rozegranych podczas lekkoatletycznych mistrzostw Ameryki Środkowej i Karaibów w Morelia.
Złoty medal – pierwszy w karierze – zdobył reprezentant Meksyku Carlos Armenta. Do zawodów nie przystąpił obrońca tytułu Kubańczyk Guillermo Martínez. 

## Terminarz
| Data         | Runda |
| ------------ | ----- |
| 5 lipca 2013 | Finał |

## Rekordy
Tabela prezentuje rekord świata, Ameryki Środkowej i Karaibów oraz czempionatu, a także najlepsze rezultaty w Ameryce Środkowej i na Karaibach i na świecie w sezonie 2013 przed rozpoczęciem mistrzostw
| Rekord świata                                  | Jan Železný        | 98,48 | Jena        | 25 maja 1996         |
| Rekord Ameryki Środkowej i Karaibów            | Guillermo Martínez | 87,20 | Guadalajara | 28 października 2011 |
| Rekord mistrzostw Ameryki Środkowej i Karaibów | Guillermo Martínez | 82,16 | Hawana      | 4 lipca 2009         |
| Listy światowe                                 | Tero Pitkämäki     | 87,60 | Szanghaj    | 18 maja 2013         |
| Listy Ameryki Środkowej i Karaibów             | Guillermo Martínez | 85,59 | Hawana      | 17 marca 2013        |

## Rezultaty
Rozegrano tylko rundę finałową, która odbyła się 5 lipca w godzinach popołudniowych. 
| Poz. | Zawodnik         | Reprezentacja | Rezultat | Uwagi |
| ---- | ---------------- | ------------- | -------- | ----- |
|      | Carlos Armenta   | Meksyk        | 72,49    |       |
|      | Alexander Pascal | Kajmany       | 71,85    | PB    |
|      | José Lagunes     | Meksyk        | 69,64    |       |
| 4.   | Emron Gibbs      | Grenada       | 68,12    |       |
| 5.   | Orrin Powell     | Jamajka       | 67,10    |       |